# Onuka (gruppo musicale)
Gli Onuka sono un gruppo musicale ucraino fondato nel 2013 a Kiev dai musicisti Jevhen Filatov e Nata Žyžčenko.

## Storia del gruppo
I primi incontri tra Filatov e Žyžčenko, risalgono agli inizi del 2010, quando i Maneken, band di cui Filatov era membro, hanno iniziato a pubblicare dei remix dei brani dei Tomato Jaws, band composta dalla Žyžčenko e da suo fratello. L'incontro dei due ha portato alla creazione del gruppo con l'obiettivo, secondo Žyžčenko, di rivitalizzare le antiche tradizioni e gli strumenti classici (come il bandura o la sopilka) scomparsi durante l'epoca sovietica.
L'origine del nome della band deriva dalla parola ucraina onuka (in ucraino онука?), la cui traduzione è "nipote", in omaggio ad Oleksandr Šl'ončyk, nonno della Žyžčenko e costruttore artigianale di strumenti folk.
Nel 2014, il gruppo pubblica il loro album di debutto omonimo diventano l'album più venduto nel mese d'ottobre sulle piattaforme digitali ucraine. Tale riconoscimento è stato ottenuto anche dall'EP Look pubblicato nel maggio 2015, e dall'EP Vidlyk pubblicato nel 2017.
Nel 2015, il gruppo ha vinto lo YUNA alla scoperta dell'anno. Nel 2017, il gruppo si è esibito come Interval Act durante la finale dell'Eurovision Song Contest tenutasi a Kiev, insieme all'orchestra folkloristica NAONI.

## Formazione
- Nata Žyžčenko – voce
- Daryna Sert – tastiera, coro
- Marija Sorokina – percussioni
- Jevhen Jovenko – bandura
- Andrij Vojčuk – cymbaly, drimba
- Serhij Kašyn – trombone, trembita
- Mykola Blokšyn – trombone, trembita
- Vitalij Baklaženko – trombone
- Oleksandr Lisun – trombone
- Taras Dovhopol – corno francese, trembita
- Vladyslav Petrenko – corno francese

## Discografia

### Album in studio
- 2014 – Onuka
- 2018 – Mozaїka
- 2021 – Kolir
- 2023 – Room

### Album dal vivo
- 2017 – Live with Naoni Orchestra
- 2019 – Mozaїka Live with Naoni Orchestra

### EP
- 2014 – Look
- 2016 – Vidlyk
- 2022 – Kolir: Remixes

### Singoli
- 2013 – Look
- 2015 – Time
- 2015 – Misto
- 2015 – City
- 2016 – Vidlyk
- 2016 – 19 86
- 2016 – Other (feat. Naoni Orchestra)
- 2017 – Vsesvit
- 2017 – Guns Don't Shoot
- 2018 – Strum
- 2018 – Chaši
- 2019 – Zenit
- 2020 – Seans
- 2021 – Uyavy (feat. DakhaBrakha)
- 2023 – Peremoha